# Shag Islands
Shag Islands är öar i Kanada.   De ligger i provinsen Newfoundland och Labrador, i den östra delen av landet, 1 400 km öster om huvudstaden Ottawa.